# Stacy Roest

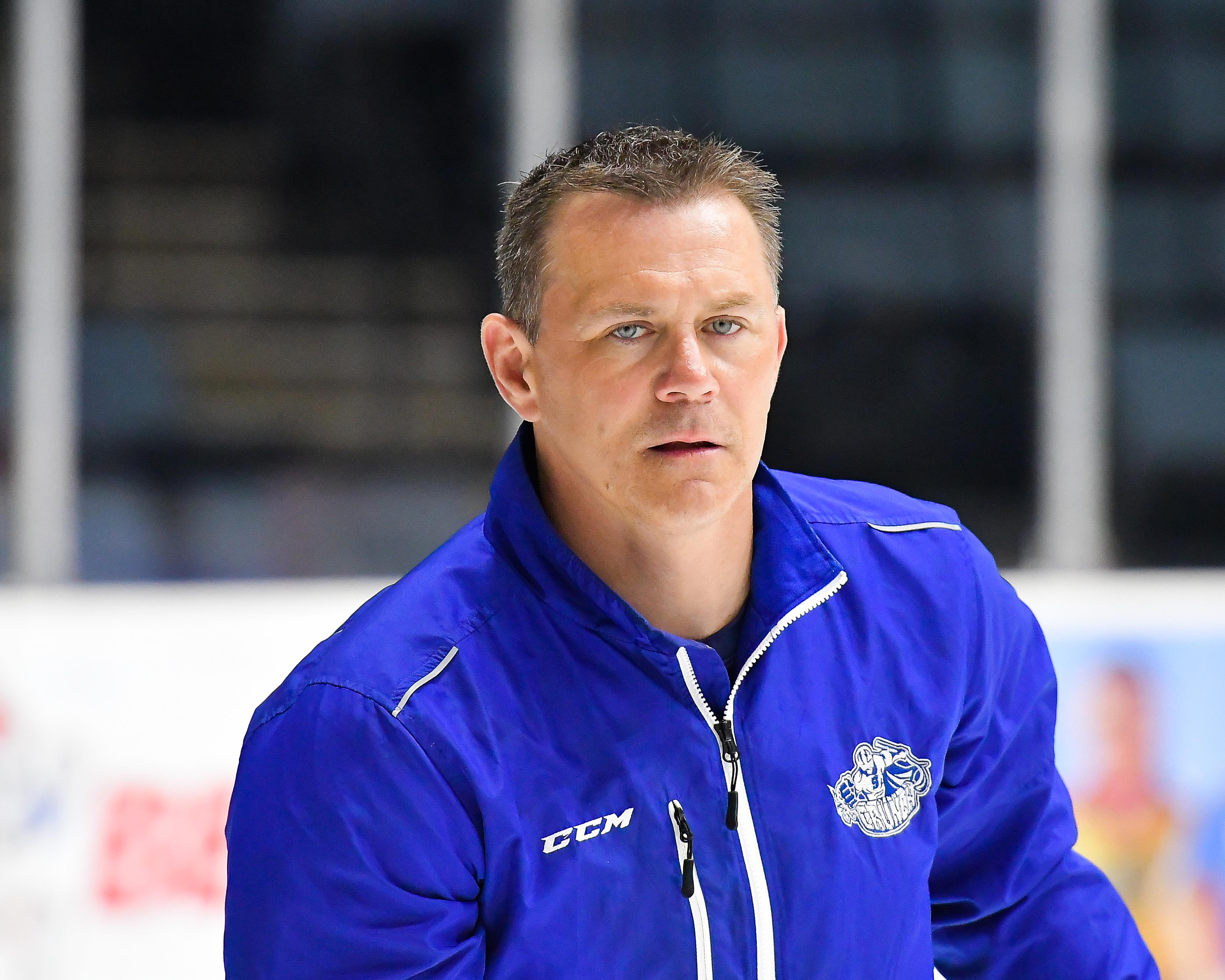
Stacy Roest (2017)

Stacy Roest (* 15. März 1974 in Lethbridge, Alberta) ist ein ehemaliger kanadischer Eishockeyspieler (Center), der zuletzt für die Rapperswil-Jona Lakers in der Schweizer National League A spielte.

## Karriere
Als Junior spielte er ab 1990 in der Western Hockey League für die Medicine Hat Tigers. Trotz guter Leistungen dort wurde er von den NHL-Teams nicht beim NHL Entry Draft ausgewählt. 1994 verpflichteten ihn die Detroit Red Wings für ihr Farmteam in der American Hockey League, den Adirondack Red Wings.
In der Saison 1998/99 kam er zum ersten Mal in der National Hockey League zum Einsatz. Nach zwei Spielzeiten und über 100 Einsätzen wechselte er zur Saison 2000/01 zu den Minnesota Wild. Auch dort war er meist im Kader des NHL-Teams, schaffte aber nicht den großen Durchbruch. Zur Saison 2002/03 kehrte er nach Detroit zurück, kam aber nur noch zu zwei Einsätzen bei den Red Wings. Meist wurde er wieder in der AHL bei den Grand Rapids Griffins eingesetzt.
Zur Saison 2003/04 kam Stacy Roest in die Schweiz und spielte in der National League A für die Rapperswil-Jona Lakers und nahm mehrmals mit dem Team Canada am Spengler Cup teil. Nach insgesamt neun Jahren bei den Rapperswil-Jona Lakers beendete Roest seine Karriere 38-jährig im April 2012.

## Erfolge und Auszeichnungen
- 1994 WHL East First All-Star Team
- 1995 WHL East Second All-Star Team
- 1998 Teilnahme am AHL All-Star Classic
- 2011 Topscorer der NLA